# بايرون سكوت

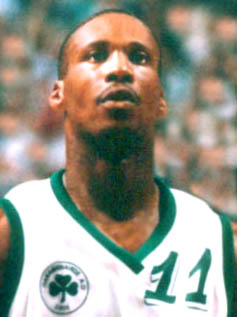
بايرون سكوت

بايرون سكوت (Byron Scott؛ ولد في 28 مارس 1961 في أوغدن بولاية يوتا) هو لاعب كرة سلة أمريكي سابق ومدرب نادي نيوأورلينز/أوكلاهوما سيتي هورنتس الحالي الذي يلعب في دوري NBA منذ عام 2004، وجاء بعد المدرب تيم فلويد. حضر بايرون سكوت جامعة ولاية أريزونا. شارك أيضاً في نفس الدوري كلاعب سابق مع نادي لوس أنجلس ليكرز ابتداء من العام 1984، كما لعب لصالح إنديانا بيسرز وممفيس غريزليز. في صيف عام 1997 انتقل إلى أوروبا حيث لعب لصالح نادي باناثينايكوس اليوناني، وبعد اعتزاله كلاعب درب نادي نيوجرسي نتس بين عامي 2001 و2003، ثم نيوأورلينز/أوكلاهوما سيتي هورنتس حتى الآن.

## روابط خارجية
- بايرون سكوت على موقع IMDb (الإنجليزية)
- بايرون سكوت على موقع ميوزك برينز (الإنجليزية)
- بايرون سكوت على موقع إن إن دي بي (الإنجليزية)
- بايرون سكوت على موقع قاعدة بيانات الفيلم (الإنجليزية)
- بايرون سكوت على موقع إن بي أي (الإنجليزية)
- بايرون سكوت على موقع سبورتس رفرنس (الإنجليزية)
- بايرون سكوت على موقع إي إس بي إن.كوم (الإنجليزية)
- بايرون سكوت على موقع كلية كرة السلة في سبورتس رفرنس.كوم (الإنجليزية)
- بايرون سكوت على موقع ريلجم (الإنجليزية)
- بايرون سكوت على موقع بروبوليرز (الإنجليزية)
- بايرون سكوت على موقع سبورتس رفرنس (الإنجليزية)
- بايرون سكوت على موقع قاعة كاليفورنيا للمشاهير الرياضية (الإنجليزية)